# Рожко Валеріан Віталійович
Валеріан Віталійович Рожко — радянський і український кінооператор, кінорежисер. Член Національної Спілки кінематографістів України.

## Життєпис
Народ. 19 вересня 1948 р., м. Вінниця. Закінчив операторський факультет Київського державного інституту театрального мистецтва ім. І.Карпенка-Карого (1976, майстерня С. Шахбазяна). Працював асистентом оператора «Укркінохроніки». 
З 1976 р. — оператор Київської кіностудії ім. О. П. Довженка.
Як режисер дебютував у 2000 році з фільмом Втрачений рай за однойменним романом Віктора Веретенникова (прим.: фільм заборонений в Україні з 2018 року через участь у ньому акторки Ірини Алфьорової яка перебуває у Переліку осіб, які створюють загрозу нацбезпеці України)

## Фільмографія
Кінооператор:
- «Весь світ в очах твоїх» (1977),
- «Мужність» (1980, т/ф, 7 а),
- «Ніжність до ревучого звіра» (1982, т/ф, 3 с),
- «Ненаглядний мій» (1983, т/ф),
- «Якщо можеш, прости...» (1984),
- «Пароль знали двоє» (1985),
- «На крутозламі» (1985, т/ф, 3 с),
- «Випадок з газетної практики» (1987),
- «Генеральна репетиція» (1988),
- «Карпатське золото» (1991),
- «Медовий місяць» (1991),
- «Ленін у вогненному кільці» (1993),
- «Три плачі над Степаном» (1993),
- «Святе сімейство» (1997) тощо.

Режисер-постановник:
- «Втрачений рай» (2000)
- «Дикий табун» (2003)
- «Заграва» (2011)
- «Той, хто не спить» (2017) та ін.